# Klaus Wenk
Klaus Wenk (* 24. März 1927 in Altona; † 22. September 2006) war ein deutscher Thaiist und Südostasienwissenschaftler. Er war von 1970 bis 1992 Professor für Kulturen und Sprachen Südostasiens an der Universität Hamburg.

## Leben und Werk
Während des Zweiten Weltkriegs diente Wenk als Flakhelfer und als Soldat an der Front, wurde schwer verwundet und geriet in Gefangenschaft. Von 1948 bis 1952 studierte er Rechtswissenschaft an der Universität Hamburg, promovierte 1955 mit einer Arbeit über das Anliegerrecht zum Dr. jur. und wurde nach Ablegen des zweiten juristischen Staatsexamens 1957 als Rechtsanwalt zugelassen. Der Anwaltsberuf befriedigte ihn jedoch nicht, weshalb er die Laufbahn wechselte. Nachdem er bereits als Student Thailändisch gelernt hatte, bekam er ein Stipendium des Deutschen Akademischen Austauschdienstes (DAAD) für ein zweijähriges Studium an der Chulalongkorn-Universität in Bangkok. Es folgte ein von der Deutschen Forschungsgemeinschaft (DFG) geförderter Forschungsaufenthalt. Er promovierte 1961 zum zweiten Mal, diesmal über die Metrik in der thailändischen Dichtung, Hauptgutachter war der französische Thaiist George Cœdès.
Wenk wurde 1963 wissenschaftlicher Assistent in der fünf Jahre zuvor gegründeten Abteilung für Thailand, Burma und Indochina (damals formal noch zur Sinologie gehörend) der Universität Hamburg. Er habilitierte sich 1965 mit einer Schrift über die Die Restauration Thailands unter Rama I. (1782–1809). Wenk wurde 1970 als Professor für die Kulturen und Sprachen Südostasiens an der Universität Hamburg berufen und übernahm die Leitung der nun eigenständigen Abteilung für Thailand, Burma und Indochina des Fachbereichs Orientalistik. Diese Position hatte er bis zu seiner Pensionierung 1992 inne. Während dieser Zeit wuchs die institutseigene Bibliothek von 3300 auf mehr als 20.000 Bände an.
Seine erste selbständige Veröffentlichung war seine Dissertation zur Metrik in der thailändischen Dichtung. Darauf folgten zahlreiche Veröffentlichungen zur Sprache und Kunst Thailands und Burmas. Mit seinen Werken konnte Wenk die Kultur Südostasiens für ein breiteres deutsches Publikum öffnen. Seine juristische Expertise konnte er in Analysen des Gerichtswesens und der Verfassungen Thailands einbringen. Von 1978 bis 1992 war er Mitherausgeber der Fachzeitschrift Oriens extremus. König Bhumibol Adulyadej verlieh ihm 1984 die Ehrendoktorwürde der Silpakorn-Universität in Bangkok. Wenk wurde 1995 zum Ehrenmitglied der Siam Society gewählt.

## Veröffentlichungen (Auswahl)
- Gerichtsverfassung und Zivilprozess in Thailand. Ein Überblick. Alfred Metzner, Frankfurt am Main 1960.
- Die Metrik in der thailändischen Dichtung. O. Harrassowitz, Wiesbaden 1961.
- (Herausgeber:) Thailand-Studien. Zur hundertjährigen Wiederkehr des ersten deutsch-thailändischen Vertragsabschlusses, 1862/1962. A. Metzner, Frankfurt am Main 1962.
- Die Restauration Thailands unter Rama I. 1782–1809. Habilitationsschrift, Universität Hamburg, 1963.
  - The Restoration of Thailand under Rama I, 1782–1809. University of Arizona Press, Tucson 1968.
- Thai-Handschriften (= Verzeichnis der orientalischen Handschriften in Deutschland. Band 9). Franz Steiner, Wiesbaden 1963.
- Thailändische Miniaturmalereien. Nach einer Handschrift der indischen Kunstabteilung der Staatlichen Museen Berlin. Franz Steiner, Wiesbaden 1965.
- Die Ruderlieder – kāp hē rüö – in der Literatur Thailands. Steiner, Wiesbaden 1968.
- Wandmalereien in Thailand. 3 Bände, Von Oppersdorff, Zürich 1975.
- Paintings from Pagan of the Late Period, 18th Century (= Murals in Burma. Bd. 1). Von Oppersdorff, Zürich 1977.
- Phali lehrt die Jüngeren – Phālī sǭn nǭng. Ein Beitrag zur Literatur und Soziologie des alten Thailand. Gesellschaft für Natur- und Völkerkunde Ostasiens, Hamburg 1977.
  - Phali teaches the young. A literary and sociological analysis of the Thai poem Phālī sō̜n nō̜ng. University of Hawaii, Honolulu 1980.
- Studien zur Literatur der Thai. Gesellschaft für Natur- und Völkerkunde Ostasiens, Hamburg/Tokio 1985.
- Die Literatur der Thai. Ein Überblick. Deutsch-Thailändische Gesellschaft, Bonn 1992, ISBN 3-923387-17-2.